# Choi Eun-sook
Pour les articles homonymes, voir Choi.
Dans ce nom coréen, le nom de famille, Choi, précède le nom personnel.
Choi Eun-sook, née le 28 février 1986 à Gwangju, est une escrimeuse sud-coréenne spécialiste de l'épée.

## Carrière
Elle est médaillée d'argent en épée par équipes aux Jeux olympiques de Londres en 2012 avec Shin A-lam, Jung Hyo-jung et Choi In-jeong.